# Verkiezing voor de Veiligheidsraad van de Verenigde Naties 2011
De  verkiezing voor de Veiligheidsraad van de Verenigde Naties werd gehouden op 21 oktober en 24 oktober 2011 tijdens de 66e sessie van de Algemene vergadering van de Verenigde Naties in het Hoofdkwartier van de Verenigde Naties in New York. Er werden verkiezingen gehouden voor de vijf niet permanente zetels voor een termijn van twee jaar die inging op 1 januari 2012 en eindigt op 1 januari 2014. De vijf permanente zetels zijn niet verkiesbaar.

## Verkiezing van de niet-permanente leden
Elk jaar kiest de Algemene Vergadering van de VN de vijf nieuwe leden voor een periode van twee jaar. De gekozen leden nemen hun zetel in vanaf 1 januari in het daaropvolgende jaar. De verkiezing begint altijd op 16 oktober en gaat binnen elke groepering door totdat er een tweederdemeerderheid is bereikt. Landen mogen niet twee opeenvolgende termijnen deel uitmaken van de Veiligheidsraad. Van tevoren stellen landen zich kandidaat voor een zetel. Het is overigens toegestaan om op een land te stemmen dat zich niet kandidaat heeft gesteld wanneer na drie stemronden nog geen uitslag is bereikt.
Verkiezingstabel
In de volgende tabel staat een overzicht van welke zetels er in de oneven en in de even jaren worden verkozen.
| Periode die begint in een      | oneven jaar | even jaar |
| ------------------------------ | ----------- | --------- |
| Afrika                         | 1 lid       | 2 leden * |
| Azië                           | 1 lid       | 1 lid *   |
| Latijns-Amerika en de Caraïben | 1 lid       | 1 lid     |
| West-Europa en de overigen     | 2 leden     | geen      |
| Oost-Europa                    | geen        | 1 lid     |

*: De afvaardiging van het ene Arabische land wisselt telkens tussen Afrika en Azië.

### Kandidaten
De volgende landen hebben zich kandidaat gesteld voor een tweejarig termijn in de Veiligheidsraad.
- Guatemala[3]
- Azerbeidzjan[4].[5]
- Slovenië[6]
- Armenië
- Hongarije
- Mauritanië
- Togo[7][8]
- Marokko
- Japan[9][10]
- Pakistan[11]

## Uitslag

### Afrikaanse Groep
| Uitslag Afrikaanse groep | Uitslag Afrikaanse groep | Uitslag Afrikaanse groep | Uitslag Afrikaanse groep |
| Lid                      | 1e ronde                 | 2e ronde                 | 3e ronde                 |
| ------------------------ | ------------------------ | ------------------------ | ------------------------ |
| Marokko                  | 151                      | —                        | —                        |
| Togo                     | 119                      | 119                      | 131                      |
| Mauritanië               | 98                       | 72                       | 61                       |
| onthoudingen             | 0                        | 2                        | 1                        |
| Benodigde meerderheid    | 129                      | 128                      | 128                      |

### Azie
| Asia-Pacific Group election results | Asia-Pacific Group election results |
| Lid                                 | 1e ronde                            |
| ----------------------------------- | ----------------------------------- |
| Pakistan                            | 129                                 |
| Kirgizië                            | 55                                  |
| Fiji                                | 1                                   |

Fiji had zich teruggetrokken in het voordeel van Pakistan.

### Latijns-Amerika
Guatemala was de enige kandidaat voor deze zetel en werd verkozen met 191 stemmen met 2 onthoudingen.

### Oost-Europese Groep

#### Dag 1
| Azerbeidzjan          | 74  | 90  | 93  | 93  | 98  | 96  | 100 | 110 | 113 |
| Slovenië              | 67  | 97  | 99  | 98  | 93  | 95  | 91  | 80  | 77  |
| Hongarije             | 52  | —   | —   | —   | 1   | —   | —   | —   | —   |
| Estland               | —   | —   | —   | —   | —   | 1   | 1   | —   | —   |
| Aantal stembiljetten  | 193 | 193 | 193 | 192 | 193 | 193 | 193 | 191 | 191 |
| absenties             | —   | 1   | 1   | 1   | 1   | 1   | 1   | 1   | 1   |
| Ongeldige stemmen     | —   | 5   | —   | —   | —   | —   | —   | —   | —   |
| Benodigde meerderheid | 129 | 125 | 128 | 128 | 128 | 128 | 128 | 127 | 127 |

#### Dag Twee
| Azerbeidzjan          | 110 | 110 | 111 | 111 | 110 | 117 | 116 | 155 |
| Slovenië              | 83  | 82  | 81  | 80  | 81  | 76  | 77  | 13  |
| Hongarije             | —   | —   | —   | —   | —   | —   | —   | 1   |
| Stembiljetten         | 193 | 193 | 193 | 192 | 192 | 193 | 193 | 193 |
| absenties             | —   | 1   | 1   | 1   | 1   | —   | —   | 24  |
| Benodigde meerderheid | 129 | 128 | 128 | 128 | 128 | 129 | 129 | 113 |